# WAS-2106
Der WAS-2106 „Schiguli“ (russisch ВАЗ-2106 Жигули, englische Transkription VAZ-2106) ist eine Limousine, die AwtoWAS zwischen 1976 und 2006 in Toljatti herstellte. Es entstanden etwa 4,3 Millionen Einheiten. Die Exportbezeichnung war meistens Lada 1600.

## Modellgeschichte
Im Dezember 1975 wurde der im Export als Lada 1600 bekannte WAS-2106 vorgestellt, Premiere auf der Leipziger Messe hatte er jedoch erst im Herbst 1977. Seinerzeit war er das hochwertigste Fahrzeug von AwtoWAS. Der 2106 lieferte auch die Basis für den Niwa. Die Exportbezeichnung des WAS-2106 war, auch in der DDR, „Lada 1600“, während die Variante WAS-21061 mit dem Motor des WAS-2103 als „Lada 1500 s“ daherkam. Der bisherige WAS-2103 (Lada 1500) wurde in der Folge in stark abnehmendem Umfang exportiert. Weiterhin gab es offiziell nur in der Sowjetunion erhältlich und nicht für den Export gedacht den WAS-21063 mit dem 1294-cm³-Motor aus dem WAS-21011.
Nach Erscheinen des WAS-2107 und weiteren Lada-Modellen wandelte sich das Image des WAS-2106 vom Top-Modell der Lada-Baureihe hin zum preiswerten Einstiegsmodell, das parallel weiterhin im Angebot blieb. Einige Ausstattungsdetails wurden auch zurückgenommen, so wurden in den späten 1980er Jahren die Holzverkleidung und die Ledersitze durch Kunststoff bzw. Kunstledersitze ersetzt. Im Heimatmarkt waren die WAS-2106-Typen mittlerweile noch unter dem WAS-2105 das günstige Massenmobil. Noch preiswerter, aber auch eine andere Fahrzeugklasse, war von AwtoWAS nur noch der Lada Oka, den es im Export nicht gab.
1998 wurde ein Teil der Produktion zu RosLada nach Syzran, wo er bis 2002 hergestellt wurde, verlegt. Im selben Jahr produzierte das Toljatti-Werk die letzten WAS-2106 und die restliche Produktion übernahm ISch in Ischewsk. Ab 2003 wurde der WAS-2106 nur noch bei LuAS in der Ukraine gebaut und kostete rund 3000 Euro. Im Dezember 2005 endete die Produktion nach 4,3 Millionen produzierten Einheiten. Der WAS-2106 war das bislang beliebteste Auto der russischen Geschichte. Im Export wurde das Modell bereits ab 1991 nach und nach durch den WAS-2108 ersetzt, während im Heimatmarkt der WAS-1118 als Massenmobil an seine Stelle trat. Die Versionen für den kanadischen Markt hatten schon damals Seitenaufprallschutz in den Türen und teleskopgedämpfte Stoßfänger. Ein großer Teil der Elektrik stammte von Hella, die heizbare Heckscheibe lieferte ein schwedischer Hersteller.

## Technik
Der neue Motor des WAS-2106 mit 1568 cm³ Hubraum entstand durch eine Kombination der Bohrung des 1294-cm³-Motors mit dem Hub des 1451-cm³-Motors. Die erzielte Leistung wurde in der Literatur der DDR anfangs mit 85 oder 80 PS angeben, tatsächlich waren es 57 kW (78 DIN-PS) bei 5400/min. Neben der geringfügigen Mehrleistung hatte sich verglichen mit dem 1500er Motor vor allem die Elastizität verbessert, weil das maximale Drehmoment schon bei 3000/min statt 3500/min anlag. Die Übersetzung der Gänge 1–3 wurde verglichen mit dem WAS-2103 geändert. Trotz des größeren Hubraums und der größeren Motorleistung lag der durchschnittliche Kraftstoffverbrauch des WAS-2106 bei 10,2 l/100 km, womit er sogar sparsamer als der Lada mit 1300er Motor (WAS-21011) war. Der WAS-2106 hatte einen Elektrolüfter, der kurz zuvor auch am WAS-2103 eingeführt worden war.
Am Fahrwerk gab es verglichen mit dem WAS-2103 keine relevanten Änderungen. Relativ groß waren deshalb auch beim WAS-2106 die Lenkkräfte im Stand und beim Rangieren, was die Beibehaltung des recht großen Lenkrads erforderte.
Äußerlich bewirkten, verglichen mit dem WAS-2103, einige Retuschen für ein zeitgemäßeres, zurückhaltenderes Aussehen des Wagens: Die Stoßstangen waren nicht mehr vollständig verchromt und boten mehr Reserven der Stoßaufnahme. Der dezentere Kühlergrill umfasste die Doppelscheinwerfer nicht mehr, diese waren nun in rechteckige Einfassungen aus Kunststoff eingelassen, und am Heck gab es kantigere, breitere Rückleuchten mit integriertem Rückfahrscheinwerfer. Die Blinkleuchten an den Vorderkotflügeln waren größer und die Scheibenwischerarme dunkel mattiert. An den Radkästen gab es eine Blankleisteneinfassung. Im Innenraum gab es nun Kopfstützen vorn (später auch hinten), und Armlehnen auch im Fond. Die mit farblich zur Außenlackierung abgestimmtem Plüsch bezogenen Sitze waren auf Wunsch mit Leder bezogen lieferbar, außerdem gab es auf Wunsch Echtholzfurniere.
Im Sommer 1980 wurden ein neuer Vergaser (Typ 2107—) und eine Unterdruck-Zündverstellung eingeführt. Daraus ergaben sich bessere Fahrleistungen bei gleichzeitig geringerem Kraftstoffverbrauch.

## Technische Daten
| Kenngrößen                                | WAS-2106                                             | WAS-21065                                            | WAS-21061                                            | WAS-21063                                            |
| ----------------------------------------- | ---------------------------------------------------- | ---------------------------------------------------- | ---------------------------------------------------- | ---------------------------------------------------- |
| Masse                                     | 1033 kg                                              | 1033 kg                                              | 1033 kg                                              | 1033 kg                                              |
| Motorbaumuster                            | 2106                                                 | 2106                                                 | 2103                                                 | 21011                                                |
| Motorbauart                               | Wassergekühlter Reihenvierzylinderottomotor          | Wassergekühlter Reihenvierzylinderottomotor          | Wassergekühlter Reihenvierzylinderottomotor          | Wassergekühlter Reihenvierzylinderottomotor          |
| Gemischaufbereitung                       | Fallstromvergaser                                    | Fallstromvergaser                                    | Fallstromvergaser                                    | Fallstromvergaser                                    |
| Hubraum                                   | 1568 cm3                                             | 1568 cm3                                             | 1452 cm3                                             | 1294 cm3                                             |
| Bohrung × Hub                             | 79 mm × 80 mm                                        | 79 mm × 80 mm                                        | 76 mm × 80 mm                                        | 79 mm × 66 mm                                        |
| Verdichtungsverhältnis                    | 8,5:1                                                | 8,5:1                                                | 8,5:1                                                | 8,5:1                                                |
| Nettoleistung (GOST-14846-81)             | 54,8 kW bei 5600 min−1                               | 54,8 kW bei 5600 min−1                               | 52,3 kW bei 5600 min−1                               | 47,0 kW bei 5600 min−1                               |
| Nennleistung (DIN 70020)                  | 57 kW                                                | 57 kW                                                | 55 kW                                                | 48 kW                                                |
| Höchstgeschwindigkeit (voll beladen)      | 148 km/h                                             | 148 km/h                                             | 148 km/h                                             | 143 km/h                                             |
| Beschleunigung, 0–100 km/h (voll beladen) | 17,5 s                                               | 17,5 s                                               | 19 s                                                 | 21 s                                                 |
| Übersetzungsverhältnis der Gänge          | I: 3,67:1 II: 2,1:1 III: 1,36:1 IV: 1,00:1 V: 0,82:1 | I: 3,67:1 II: 2,1:1 III: 1,36:1 IV: 1,00:1 V: 0,82:1 | I: 3,67:1 II: 2,1:1 III: 1,36:1 IV: 1,00:1 V: 0,82:1 | I: 3,67:1 II: 2,1:1 III: 1,36:1 IV: 1,00:1 V: 0,82:1 |
| Quelle                                    | [ Werschigora 1 ]                                    | [ Werschigora 1 ]                                    | [ Werschigora 1 ]                                    | [ Werschigora 1 ]                                    |

## Testberichte
In der DDR war der WAS-2106 der komfortabelste und leistungsfähigste regulär erhältliche Pkw, was sich auch im Neupreis von 24 600 Mark (1979) widerspiegelte. Die Verarbeitungsqualität wurde insgesamt als sehr gut bewertet, und der relativ niedrige Kraftstoffverbrauch von 10,2 l/100 km deutete auf eine gute Abstimmung des Motors hin. Die Velours-bezogenen Sitze und Türverkleidungen unterstrichen den Komfort-Charakter. Die vom KTA ermittelte Höchstgeschwindigkeit von 154 km/h wurde mit dem Testwagen nicht erreicht (146 km/h), was mit dem noch nicht ganz eingefahrenen Motor (3000 km) begründet wurde. Zu den wenigen negativ angemerkten Aspekten zählte das für Lada typische „Beschleunigungsloch“, das auch am WAS-2106 auftrat, Eigenbewegungen der Starrachse auf welliger Fahrbahn und ungenaue Anzeige von Tachometer und Drehzahlmesser.

## Galerie

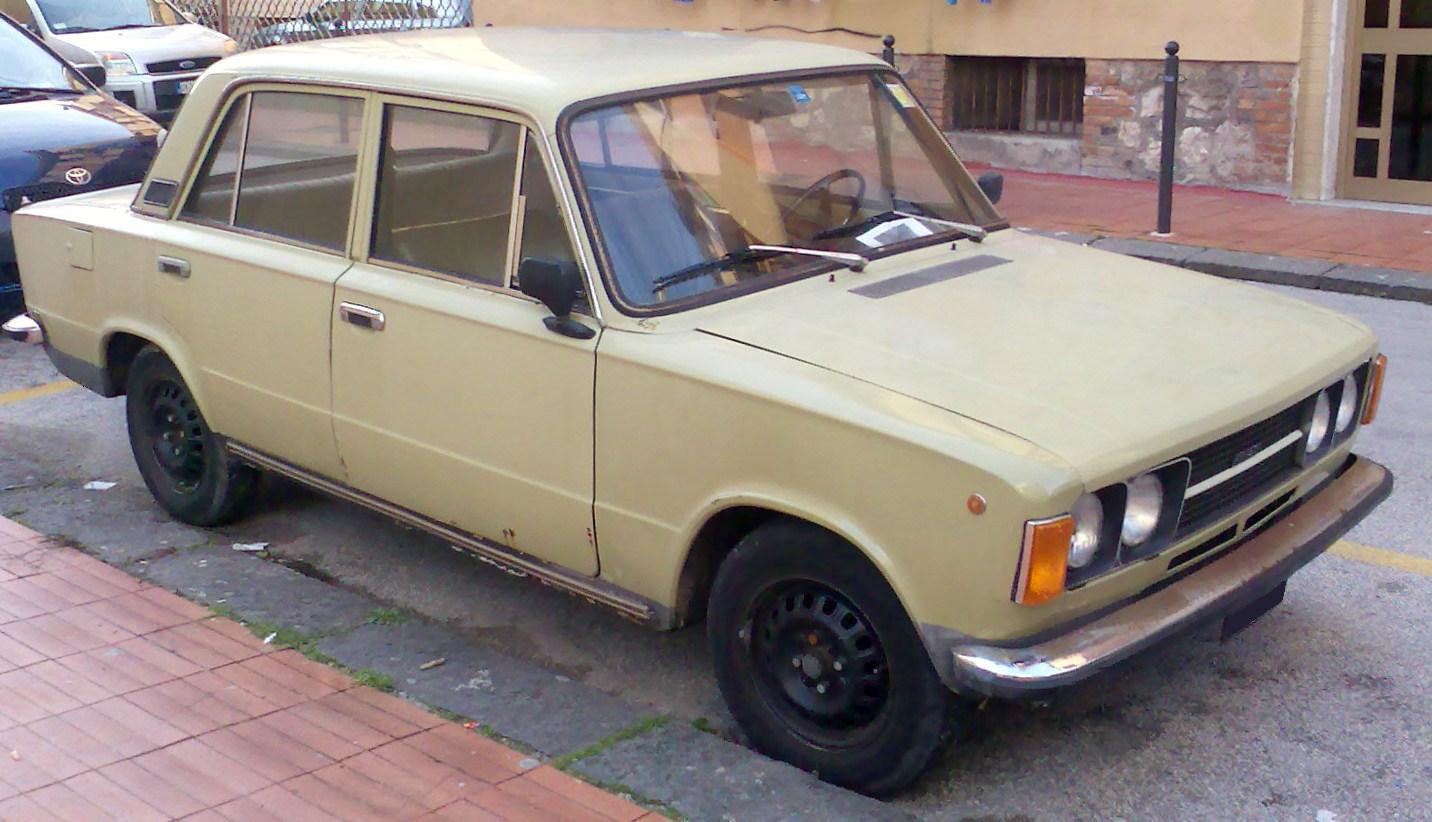
Fiat 124 Special
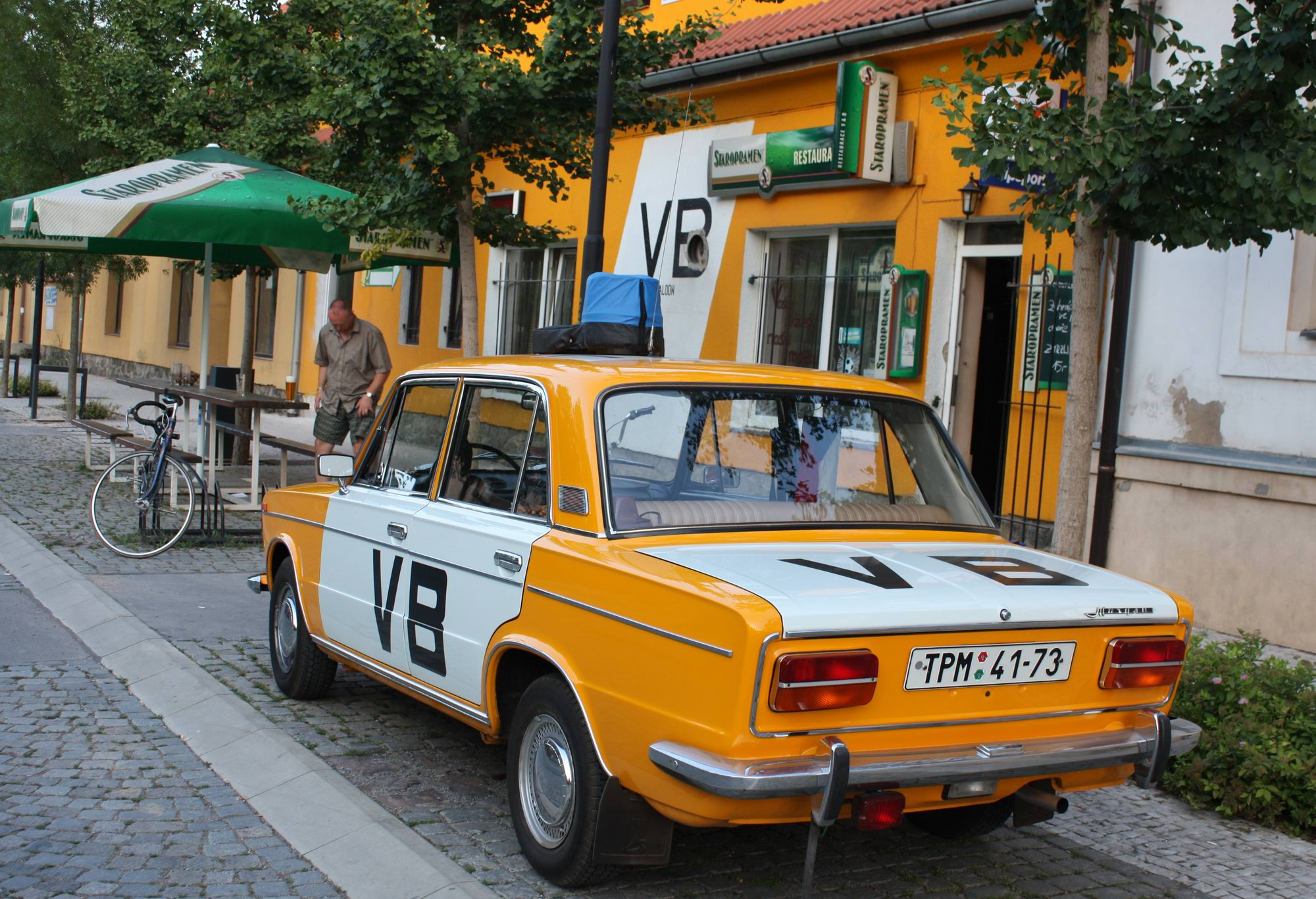
WAS-2103 mit einfacheren Rückleuchten zum Vergleich
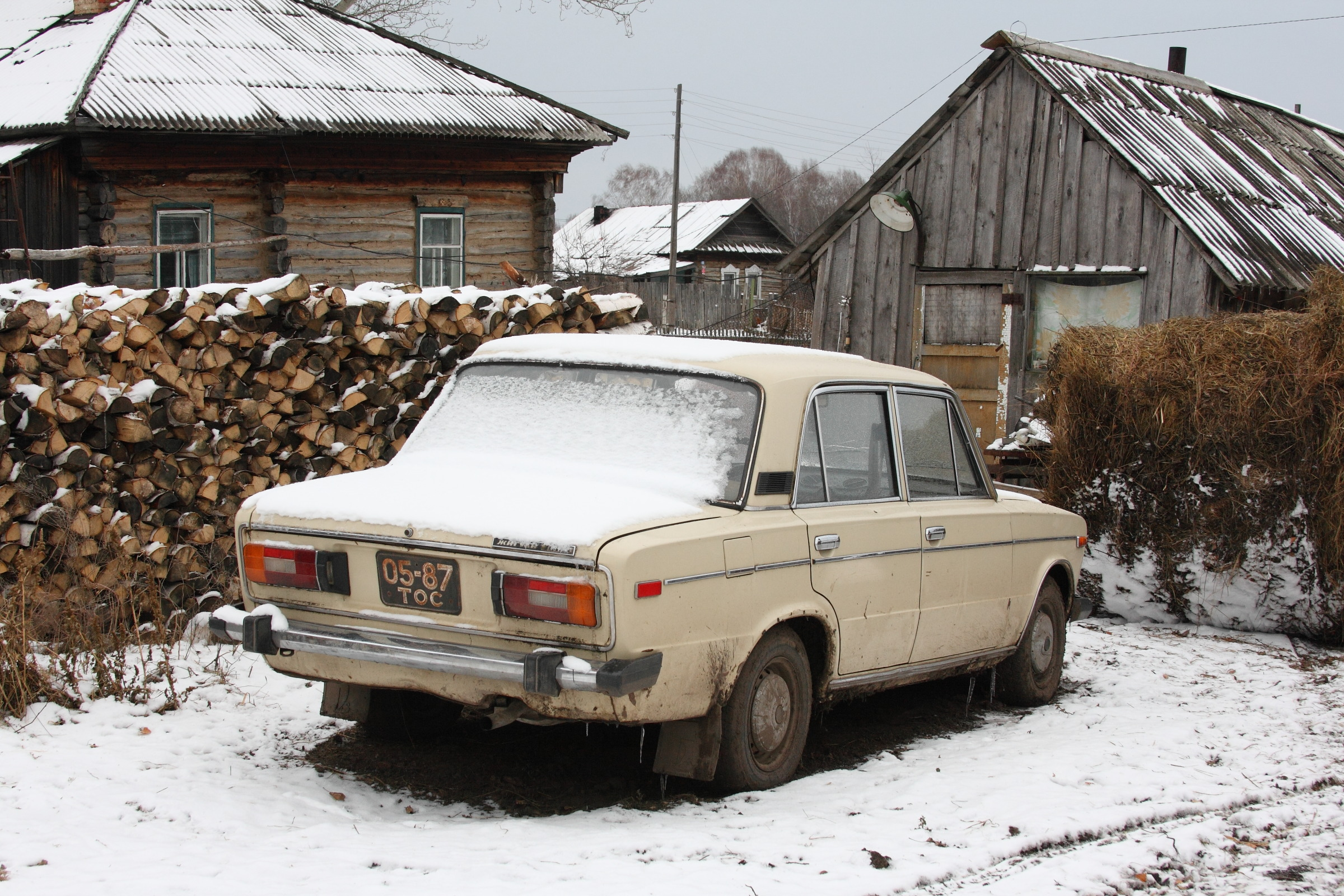
Ansicht der Rückleuchten beim WAS-2106
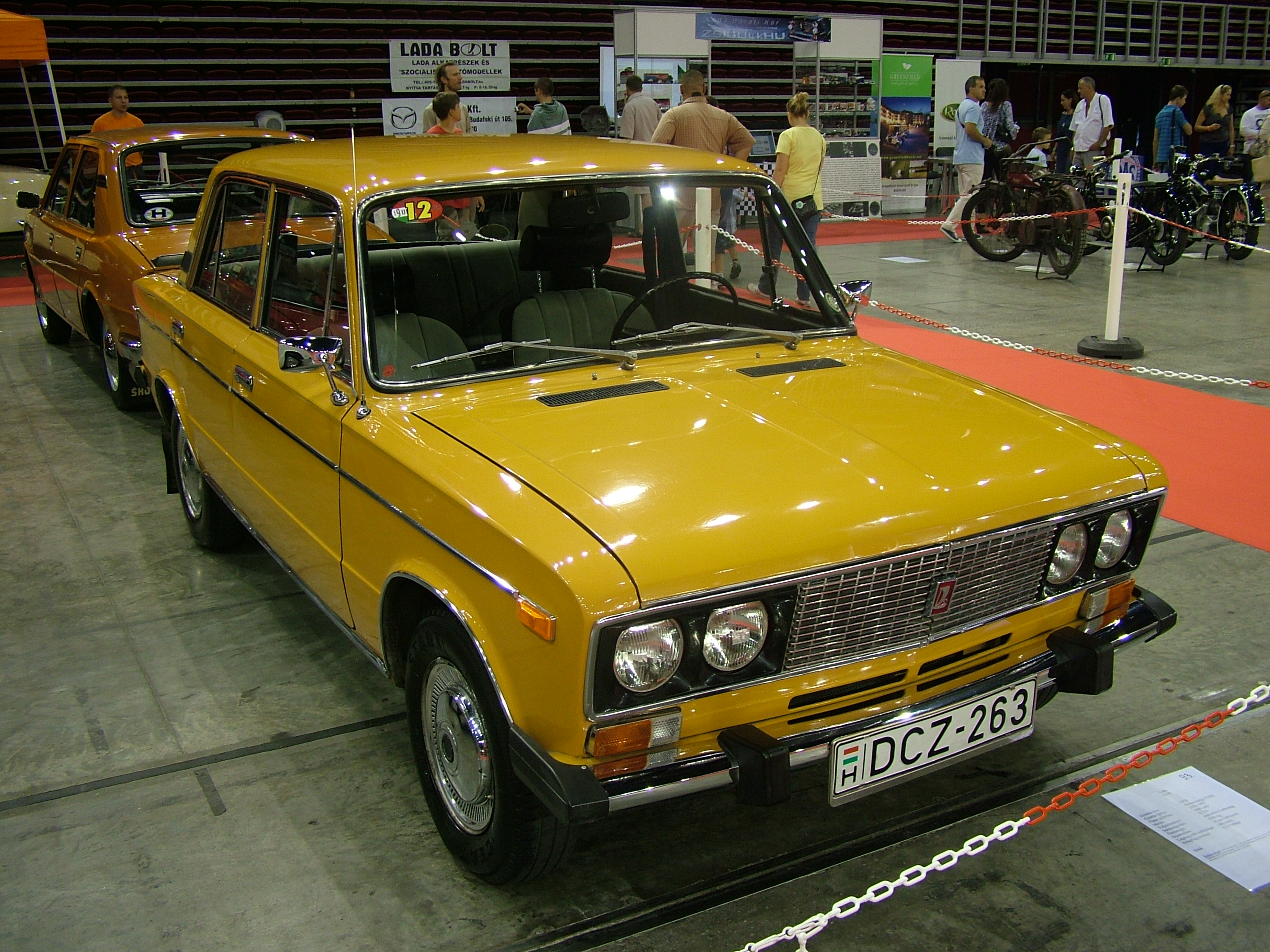
Lada 1600